# Иванка Ботева
 Тази статия е за майката на Христо Ботев.  За дъщерята вижте Иванка Христова Ботева.  
Иванка Стайкова Дрянкова, по мъж Иванка Ботьова Петкова е съпруга на калоферския учител Ботьо Петков (1815 – 1869) и майка на поета революционер Христо Ботев, генерал-лейтенант Кирил Ботев и още седем деца.
Родена е в Калофер през 1823 година. Първият биограф на майката на Иванка Ботева, Иван Кр. Стойчев, в статията си „Иванка Ботьова Петкова“ пише:
| „                                        | Баба Иванка е родена в гр. Калофер към 1823 г. от родители Стайко Дрянков и Тота Бурмова. Имала е братя Генко, Мирчо и Стойко и сестри Мария и Лала. Братята и Мирчо и Стойко рано се заселили в гр. Кишинев, гдето отвели по-късно и баща си, и там променили семейното си име на Топалови. | “ |
| „Иванка Ботьо Петкова“, Иван Кр. Стойчев | |   |

Била известна със своята хубост, гордост и силен дух. Съвременниците ѝ са я запомнили като „стройна и здрава жена, средна на ръст, сръчна и работлива, жизнерадостна, но и вечно заета домакиня“.
През есента на 1845 година Иванка се омъжва за даскал Ботьо Петков. Раждат им се девет деца: първородния син Христо, дъщеря Ана (починала на 17 години при раждане), Петър (починал на 20 години), Стефан, Кирил и още четири рано починали деца. След смъртта на съпруга си през 1869 година Иванка Ботева сама с тежък труд издържа децата си.
През 1875 г. заминава за Букурещ като домоуправителка на Евлоги Георгиев. През 1886 година се завръща в България и заживява при сина си Кирил Ботев (1856 – 1944), единственото от децата ѝ, което оставя потомство, след като и дъщерята на Христо Ботев, Иванка Христова Ботева, по мъж Стоянова, кръстена на баба си, умира през 1906 година при операция скоро след сватбата си.
Иванка Ботева умира в София на 14 декември 1911 година.
- Плоча на Иванка Ботева на стената на дома ѝ на ул. „Шипка“ в София
- Портрет на Иванка Ботева.